# Johann Benda
Johann Georg Benda, Tsjechisch: Jan Jiří Benda (Staré Benátky, 30 augustus 1713 - Potsdam, 1752) was een Boheems/Duits violist en componist. Hij was een zoon van zijn gelijknamige vader Jan Jiří Benda (in het Duits: Johann Georg Benda) en de jongere broer van František Benda.

## Levensloop
Benda ging met zijn oudere broer František Benda (in het Duits: Franz Benda) als violist naar Dresden en later naar Berlijn en volgde hem in dienst van Frederik de Grote. Als componist zijn sonates voor dwarsfluit en capriccio's voor viool van hem bekend.
Onder zijn naam werden ook werken gepubliceerd, waar het auteurschap twijfelachtig is, omdat in de familie er meerdere malen de naam Johann Benda aan te treffen is. Jan Jiří Benda's andere broer Joseph Benda had een zoon met naam Jan Bedřich Arnošt Benda (in het Duits: Johann Friedrich Ernst Benda) (10 oktober 1749 – 24 februari 1785) en die had wederom een zoon met naam Jan Vilém Otto Benda (in het Duits:Johann Wilhelm Otto Benda) (30 oktober 1775 – 28 maart 1832). Vooral Jan Bedřich Arnošt Benda kan als componist van de twijfelachtige werken aangezien worden. Hij was samen met een collega, de altviolist Carl Ludwig Bachmann oprichter van een concertreeks met vooral amateur muzikanten.